# Nemška Vzhodna Afrika
Nemška Vzhodna Afrika je nekdanja nemška kolonija v času od 1885 do 1919. Območje pokriva današnjo Tanzanijo (brez Zanzibarja), Burundi in Ruando. S približno 7,75 milijona prebivalci je bila največja in najbolj naseljena kolonija v Nemškem cesarstvu. Leta 1890 je Nemčija interese nad formalno še obstoječim sultanatom v Zanzibarju prepustila britanskemu Združenemu kraljestvu v zameno za strateško pomemben otok Helgoland v Severnem morju.
Čeprav je Nemška Vzhodna Afrika gospodarsko veljala za najbolj dragoceno, ni prinašala dobička. V nasprotju z drugimi nemškimi kolonijami, ki so bile osvojene med prvo svetovno vojno, se je Nemška Vzhodna Afrika obdržala vse do leta 1919.

## Ustanovitev zasebne kolonije Nemške vzhodnoafriške družbe
V 80. letih 19. stoletja je nemški glas zahteval intenzivno kolonialno politiko. Kancler von Bismarck je sprva to zavrnil, ker se je hotel osredotočiti na evropsko zunanjo politiko. Vse večji socialni in gospodarski problemi pa so od Nemškega cesarstva zahtevali odziv. Tako naj bi novi prodajni trgi prinesli veliko bogastvo drugim evropskim kolonialnim silam. Prevladujoči poslovni krogi so pričakovali oslabitev delavskega gibanja z emigracijsko kampanjo naseljevanja v prekomorski koloniji. Ta ideja je padla na plodna tla v nacionalističnih krogih srednjega razreda in aristokracije.
Za to nalogo je bil ravno pravšnji ministrov sin Carl Peters, ki je prejel nalogo za nemško kolonizacijo afriških območij. 10. oktobra 1884 je Peters prispel v Zanzibar. Potoval je kamuflažno, saj je moral projekt ostati neodkrit pred Britanci.
Pozneje so, navkljub nerazumevanju pogodbe s strani domačinov, Nemci in lokalni prebivalci podpisali pogodbo o ustanovitvi kolonije. 27. februarja 1885 je cesar Viljem I. objavil listino, ki je uzakonila okupacijo vzhodnoafriških območij. Nemška vzhodnoafriška družba (DOAG) pod Petersovim vodstvom se je preimenovala ravno v času uživanja podpore Nemškega cesarstva in je nadaljevala z razvojem. Peters je dobil priložnost za osvajanje novih območij. To je privedlo do protesta v vladi Zanzibarja, ki je zahtevala nekatere dele celine. S protestom je bil 27. aprila 1885 seznanjen cesar in je okrepil čete v Afriki. Kancler Bismarck je kljub velikim dvomom poslal ladijsko floto pod poveljstvom admirala Knorra na Zanzibar in prisilil sultana, da potrdi prevzem oblasti s strani DOAG.
29. oktobra 1886 sta Nemško cesarstvo in Združeno kraljestvo sklenila dogovor o razmejivi njunih območij v vzhodni Afriki; suverenost Zanzibarja je bila dogovorjena, pohlepnost sultana pa je bil pripoznana po 10 milj širokem pasu.
Ko je pogodba leta 1888 postala veljavna, so se uprli Arabci pod poveljstvom Buschirija is Salima iz Tange, severno v Lindiju in južno pa so poskušali z napadom proti nemški vojski (t. i. Arabski upor). DOAG je bil skupaj sj z nemškimi mornariškimi vojaki poražen, postaji Bagamoyo in Dar-es-Salaam pa sta se uspeli obdržati. Zatem je kraljeva vlada kot kraljevega komisarja na vzhod Afrike poslala mladega afriškega izkušenega častnika Hermanna Wissmanna. S pomočjo plačancev – nemških častnikov, prav tako Sudanov in Zulusov, jim je uspelo zaustaviti poskus upora. Vodja upora Buschiri is Salim je bil 15. decembra 1889 usmrčen. Vojaška intervencija v kraljestvu je bila predstavljena kot ukrep proti arabskemu trgovanju s sužnji, kot je to bilo dorečeno v Kongovem dokumentu.

## Kraljevi predpostavki za kolonijo
Z Wissmannovim prihodom se je spremenil tudi nadzor v Nemškem cesarstvu. V 1890. letih je bila v okviru pogajanj tudi ideja o cesarskem prevzemu kolonij DOAG.
1. julija 1890 je bila sklenjena Helgolandska-Zanzibarska pogodba med Nemškim cesarstvom in Veliko Britanijo. Po pogodbi je Nemško cesarstvo pridobilo severnomorski otok Helgoland in Caprivi Zipfelsu (danes del Namibije), ozemlje med Witulandom (danes del Kenije) in Ugando pa je bilo predano Združenem kraljestvu. 
1891 je bila kolonija potrjena kot »varovano območje«, ki je uradno spadalo k administraciji Nemškega cesarstva; Wissmannovi vojaki pa so uradno sprejeli določitve varnostnih sil. Prvi civilni guverner je bil v letih 1891–93 Julius baron von Soden. Nasledil ga je polkovnik Friedrich von Schelle (1893–1895), ki je vodil vojaško ekspedicijo po prepirih z Masaji leta 1894 proti plemenu Hehe in trdnjavi Kuironga. Carl Peters je bil leta 1891 imenovan za kraljevega komisarja za območja pod Kilimandžarom, ampak so ga leta 1897 odstavili zaradi njegove brutalnosti. 
Zaradi vpeljave indijskega bombaža in kavčuka v 20. stoletju so v koloniji uveli davčni sistem. Evropejci so davek lahko plačali z denarjem, za Afričane pa je bila edina plačilna oblika delo.